# قهرمانی وزنه‌برداری جهان ۱۹۴۶
قهرمانی وزنه‌برداری جهان ۱۹۴۶ بیست و پنجمین دوره از رقابت‌های قهرمانی جهان می‌باشد که از ۱۸ تا ۱۹ اکتبر ۱۹۴۶ در پاریس، فرانسه برگزار گردید. در این دوره ۷۹ ورزشکار مرد از ۱۳ کشور رقابت کردند.

## خلاصه مدال‌ها
| رویداد               | طلا                                         | طلا      | نقره                                   | نقره     | برنز                                 | برنز     |
| پر وزن ۶۰ ک‌گ         | Arvid Andersson · سوئد                      | ۳۲۰٫۰ ک‌گ | محمود فیاض · مصر                       | ۳۱۷٫۵ ک‌گ | Moisey Kasyanik · اتحاد جماهیر شوروی | ۳۱۰٫۰ ک‌گ |
| سبک‌وزن ۶۷٫۵ ک‌گ       | استنلی استانچیک · ایالات متحده آمریکا       | ۳۶۷٫۵ ک‌گ | Vladimir Svetilko · اتحاد جماهیر شوروی | ۳۴۷٫۵ ک‌گ | Georgi Popov · اتحاد جماهیر شوروی    | ۳۳۵٫۰ ک‌گ |
| میان‌وزن ۷۵ ک‌گ        | خضر التونی · مصر                            | ۳۷۷٫۵ ک‌گ | John Terpak · ایالات متحده آمریکا      | ۳۷۵٫۰ ک‌گ | فرانک اسپلمن · ایالات متحده آمریکا   | ۳۷۲٫۵ ک‌گ |
| سنگین‌وزن سبک ۸۲٫۵ ک‌گ | Grigory Novak · اتحاد جماهیر شوروی          | ۴۲۵٫۰ ک‌گ | Frank Kay · ایالات متحده آمریکا        | ۳۹۰٫۰ ک‌گ | Henri Ferrari · فرانسه               | ۳۹۰٫۰ ک‌گ |
| سنگین‌وزن ۸۲٫۵+ ک‌گ    | جان دیویس (وزنه‌بردار) · ایالات متحده آمریکا | ۴۳۵٫۰ ک‌گ | Yakov Kutsenko · اتحاد جماهیر شوروی    | ۴۱۵٫۰ ک‌گ | Mohamed Geisa · مصر                  | ۳۹۵٫۰ ک‌گ |

## جدول مدال‌ها
| رتبه           | کشور                | طلا | نقره | برنز | مجموع |
| -------------- | ------------------- | --- | ---- | ---- | ----- |
| ۱              | ایالات متحده آمریکا | ۲   | ۲    | ۱    | ۵     |
| ۲              | اتحاد جماهیر شوروی  | ۱   | ۲    | ۲    | ۵     |
| ۳              | مصر                 | ۱   | ۱    | ۱    | ۳     |
| ۴              | سوئد                | ۱   | ۰    | ۰    | ۱     |
| ۵              | فرانسه              | ۰   | ۰    | ۱    | ۱     |
| مجموع (۵ کشور) | مجموع (۵ کشور)      | ۵   | ۵    | ۵    | ۱۵    |